# Holcocera estriatella
Holcocera estriatella é uma espécie de mariposa do gênero Holcocera pertencente à família Coleophoridae.